# Die Feuerreiter Seiner Majestät
Die Feuerreiter Seiner Majestät (Originaltitel: Temeraire) ist eine abgeschlossene Fantasyromanreihe mit historischen Elementen der US-amerikanischen Schriftstellerin Naomi Novik. In Deutschland sind die neun Bände der Reihe im Zeitraum von Sommer 2007 bis Frühjahr 2017 erschienen.
Der Temeraire-Zyklus spielt in einer Parallelwelt, in der Drachen existieren und gezielt gezüchtet werden, um mit einer Besatzung als Luftkampfeinheiten zu dienen. Die Bücher spielen zur Zeit der Napoleonischen Kriege und integrieren zahlreiche historische Persönlichkeiten in die Handlung.

## Die Bücher

### Band 1: Drachenbrut
(Originaltitel: His Majestys Dragon)
Das britische Marineschiff Reliant unter der Führung von Kapitän William Laurence kapert das französische Schiff Amite und entdeckt dabei ein Drachenei, das eigentlich für den französischen Kaiser Napoléon Bonaparte bestimmt war. Es steht kurz vor dem Schlüpfen, und so wird unter den Offizieren durch das Los entschieden, wer sich dem Drachen als Kapitän anbieten soll. Dies ist in der Welt des Romans dringend erforderlich, denn nur ein Drache, der kurz nach seiner Geburt von einem Menschen angeschirrt wird, ist im Kampf einsetzbar – dabei entsteht zwischen Drache und „Flieger“ eine tiefe Bindung, die den Drachen lenkbar macht.
Der junge Offizier, der für diese Aufgabe vorgesehen war, wird jedoch von dem frisch geschlüpften Drachen abgelehnt. William Laurence gelingt es im letzten Moment, den Drachen, dem er den Namen Temeraire gibt, an sich zu binden. Er ist zunächst sehr unglücklich darüber, denn die Flieger genießen einen schlechten Ruf und sind keine erstrebenswerte Waffengattung für einen Gentleman. Im Laufe der Zeit entsteht dennoch eine tiefe Bindung zwischen ihm und Temeraire, der für einen äußerst seltenen Kaiserdrachen gehalten wird.
Laurence wird, wie er bereits befürchtet hatte, aus dem Marinedienst entlassen, um fortan als Mitglied des Luftkorps der englischen Krone zu dienen. Dort hat er anfangs einen schweren Stand, da die meisten Angehörigen des Luftkorps viele Jahre auf die Gelegenheit warten, sich einem Drachen als Kapitän präsentieren zu dürfen und nicht wie Laurence praktisch über Nacht zum Drachenreiter werden. Insbesondere die zwanglosen Umgangsformen sind für den äußerst förmlichen Laurence zunächst eine Herausforderung.
Temeraire und er werden einem harten Training unterzogen, um ihre Aufgabe als Teil einer Drachenformation erfüllen zu können. Laurence gelingt es nach und nach, sich den Respekt der Flieger durch seine Fürsorge für Temeraire und seine Tapferkeit im Kampf zu verdienen. Als jedoch die meisten der kampfstarken englischen Schwergewichts- und Säurespuckerdrachen in der Schlacht von Trafalgar gebunden sind, nutzt Napoleon die Gunst der Stunde und versucht, mittels von Drachen getragener Lufttransporter England zu erobern.
Die Lage wird zunehmend verzweifelter, als Temeraire eine besondere Fähigkeit entdeckt: Der göttliche Wind, ein fokussierter und kraftvoller Schallstoß, erlaubt es ihm, einige von Drachen getragene Lufttransporter der Franzosen zu zerstören und so die feindlichen Truppen zum Rückzug zu zwingen. Wie sich später herausstellt, ist Temeraire ein Himmelsdrache, eine der seltensten und edelsten chinesischen Züchtungen.
Am Ende des ersten Bandes hat sich Laurence mit seiner neuen Stellung angefreundet und sich im Luftkorps etabliert.

### Band 2: Drachenprinz
(Originaltitel: Throne of Jade)
In England ist eine chinesische Delegation eingetroffen, welche die Rückgabe von Temeraire fordert. Hintergrund ist, dass Himmelsdrachen in China nur Mitgliedern der kaiserlichen Familie zustehen, und es daher undenkbar ist, dass einer von ihnen im englischen Luftkorps dienen soll. Laurence muss zudem erfahren, dass Temeraire ursprünglich als Geschenk an Napoléon gedacht war und die Delegation aus dem Reich der Mitte ihn als Partner nicht-kaiserlicher Abstammung für inakzeptabel hält.
Nachdem mehrere Versuche, Laurence und Temeraire zu trennen, gescheitert sind, werden die beiden mitsamt ihrer Mannschaft auf einem Drachentransportschiff nach China geschickt. Während der Seereise kommt es zu mehreren erfolglosen Anschlägen auf Laurence Leben. Temeraire lernt aufgrund seiner exzellenten Auffassungsgabe innerhalb von kürzester Zeit die chinesische Sprache und beginnt sich für die Kultur seiner Vorfahren zu interessieren.
Am kaiserlichen Hof angekommen, werden die Engländer nicht nur mit weiteren Mordversuchen konfrontiert, sondern müssem auch einige diplomatischen Verwicklungen durchstehen: Frankreich versucht, die Position Englands im Reich der Mitte zu schwächen. Dieser Plan wird unter anderem vom Bruder des Kaisers, Prinz Yongxing, unterstützt, der zugleich auch Partner des Albino-Himmelsdrachenweibchens Lien ist und versucht, einen eigenen Kandidaten zum Nachfolger für den kaiserlichen Thron aufzubauen.
Temeraire muss zudem feststellen, dass sich die gesellschaftliche Stellung der chinesischen Drachen grundlegend von der jener Drachen in den europäischen Staaten unterscheidet: Sie werden im Reich der Mitte wie vollwertige Bürger behandelt. Auch Drachen ohne menschlichen Reiter haben diesen Status und können sich z. B. mit der Beförderung von Personen ihren Lebensunterhalt verdienen. In Europa hingegen werden solche „wilden“ Drachen meist in abgelegenen Zuchtgehegen festgehalten und haben dort keine anderen Aufgaben, als sich fortzupflanzen.
Schließlich wird Yongxings Intrige aufgedeckt und es kommt zum Kampf zwischen Temeraire und Lien, bei dem der Prinz unabsichtlich sein Leben verliert. Das weiße Drachenweibchen wird in Folge zu einer erbitterten Feindin von Temeraire und Laurence.
Der chinesische Kaiser wiederum adoptiert Laurence schlussendlich, damit Temeraire und er weiterhin vereint bleiben können. Laurence bietet seinem Drachen an, mit ihm in China zu bleiben, da er bemerkt hat, wie wohl sich Temeraire dort fühlt. Temeraire beschließt jedoch, nach England zurückzukehren. Zum einen möchte er seine Kameraden dort in Kriegszeiten nicht im Stich lassen, zum anderen will er dafür kämpfen, die Situation der Drachen in Europa zu verbessern.

### Band 3: Drachenzorn
(Originaltitel: Black Powder War)
Auf dem Rückweg aus dem Reich der Mitte nach England erhalten Laurence und Temeraire den Auftrag, drei Dracheneier von Istanbul aus nach Großbritannien zu bringen. Da ihr Drachentransporter durch einen Brand beschädigt wird, sind sie gezwungen, den Landweg zu wählen. Ihr Führer durch die Gebirge Zentralasiens ist Tharkay, eine anfangs recht zwielichtige Gestalt, der sich dann aber doch als vertrauenswürdig herausstellt.
Die Gruppe kreuzt den Weg einiger wilder Drachen unter der Führung des Wilddrachen Arkady, mit denen Temeraire aufgrund seiner sprachlichen Begabung rasch Kontakt aufnehmen kann. Die wilden Drachen begleiten die Reisenden bis nach Istanbul, kehren dann jedoch wieder in ihre Heimat nach Turkmenistan zurück.
In Istanbul angekommen, werden die Briten um die versprochenen Dracheneier betrogen, unter denen sich auch das eines dringend benötigten feuerspuckenden Kazilikdrachen befindet. Zudem treffen sie auf das weiße Himmelsdrachenweibchen Lien, welche ihnen die Absicht eröffnet, sich auf die Seite der Franzosen stellen, um Rache an Temeraire für ihren getöteten Partner zu üben. Es gelingt den Briten dennoch, die versprochenen Eier zu stehlen. Während der Flucht wird durch ein Unglück ein Drachenei zerstört und ein Mitglied von Temeraires Besatzung getötet.
Der weitere Verlauf der Reise führt sie nach Preußen, das von den napoleonischen Truppen bedroht wird. Die Preußen warten verzweifelt auf die Unterstützung durch das britische Luftkorps, die aber unerklärlicherweise ausbleibt. Trotz der Unterstützung durch Laurence und Temeraire unterliegt Preußen in der Schlacht von Jena und Auerstedt. Anschließend findet sich die britische Besatzung in der Festung Danzig wieder, die kurz vor einer Belagerung steht. Schlussendlich gelingt den Engländern dennoch die Flucht nach Dover, das zu ihrer Überraschung nahezu unbewacht ist.

### Band 4: Drachenglanz
(Originaltitel: Empire of Ivory)
Der Grund für die schwache Verteidigung der englischen Küste ist eine neuartige Seuche, die sich unter den Drachen schnell verbreitet hat. Temeraire litt während der Reise nach China an einer ähnlichen Erkrankung, genas jedoch nach einigen Tagen. Da er sich zu diesem Zeitpunkt in Afrika aufhielt, werden er und Laurence gemeinsam mit ihrer Formation dorthin geschickt, um nach einem Heilmittel zu suchen. Dies wird zwar gefunden, dabei schließen sie aber unfreiwillige Bekanntschaft mit den lokalen Drachenstämmen. Diese leben, ähnlich wie die chinesischen Drachen, in gleichgestellter Gesellschaft mit den Einheimischen. Als Antwort auf die Kolonialisierung Afrikas und den damit verbundenen Sklavenhandel zerstören die afrikanischen Drachen jede Kolonie an der Küste. Laurence und seine Begleiter können zwar entkommen, können die Zerstörung der Kolonien aber nicht mehr verhindern. Glücklicherweise wurde das Heilmittel bereits zuvor in ausreichender Menge gesammelt und nach England geschickt. Wieder dort angekommen, erfährt der bestürzte Temeraire, dass die französischen Drachen auf dem europäischen Festland aus kriegstaktischen Gründen vorsätzlich mit der Krankheit infiziert wurden, indem ihnen ein erkranktes Tier zugespielt wurde. Temeraire beschließt nun, selbst nach Frankreich zu fliegen und einige Proben des heilenden Pilzes dorthin zu bringen, um die Drachen vor dem schleichenden Tod zu retten. Laurence begleitet ihn, obwohl ihm bewusst ist, dass sie damit Hochverrat begehen. Napoléon bietet ihnen an, als Helden in Frankreich zu bleiben, doch sie kehren nach England zurück, um sich ihrer Verantwortung zu stellen.

### Band 5: Drachenwacht
(Originaltitel: Victory of Eagles)
Laurence und Temeraire kehren nach England zurück und werden vor dem Kriegsgericht wegen Hochverrats angeklagt, weil sie das Heilmittel an das verfeindete Frankreich ausgeliefert haben. Während Laurence auf einem Kriegsschiff eingesperrt wird und ihm die Hinrichtung durch den Galgen droht, wird Temeraire in ein walisisches Zuchtgehege beordert, da man auf die Gene eines Himmelsdrachen nicht verzichten will. Als Truppen Napoléons beim Übersetzen auf das englische Festland das Schiff, auf dem Laurence inhaftiert ist, versenken, glaubt Temeraire anfangs fälschlicherweise, dass Laurence dabei ums Leben gekommen sei. Verzweifelt überredet er alle Drachen des Zuchtgeheges, ihm in den Krieg zu folgen und ihn als Anführer des Schwadrons anzuerkennen. Mit dieser Gruppe von Drachen und einigen Hirten, die die Versorgung sicherstellen sollen, bricht er zur Front auf, auch um Informationen zu erhalten. Währenddessen wird Laurence in das Zuchtgehege beordert, um mit Temeraire für den Verlauf der Invasion Napoleons wieder im Luftkorps zu dienen, da die britische Admiralität nun auf sämtliche Kräfte angewiesen ist. Nach einer verzweifelten Suche findet Laurence Temeraire und dessen Schwadron letztendlich und gemeinsam kämpfen sie für England. Nach einer schweren Niederlage bei London zieht sich die englische Armee nach Schottland zurück, wobei sie Taktiken der Franzosen adaptieren und sich auf Kämpfe bezüglich der Versorgungslinien beschränken. Temeraire setzt eine gewisse Ordnung entsprechend Rangbezeichnungen unter den Drachen durch und erreicht zudem, dass diesen erstmals eine eigenständige Besoldung zusteht, sodass auch Drachen mit weniger Patriotismus einen Grund zur Kampfbeteiligung haben. Eine erfolgreiche Schlacht seitens der Engländer unter Führung von Wellesley beendet anschließend die Invasion. Sein Einsatz bewahrt Laurence vor der Hinrichtung, jedoch werden er und Temeraire ins Exil nach Australien gesendet.

### Band 6: Drachenflamme
(Originaltitel: Tongues of Serpents)
Auf dem Weg in die Verbannung werden Laurence und Temeraire ohne eigene Besatzung von Iskierka und ihrer Besatzung, Tharkay, drei Dracheneiern und mehreren anderen Fliegern in die Sträflingskolonie Australien begleitet, um dort einen neuen Stützpunkt des Korps zu gründen, während sich die Kolonie in unsicheren Machtverhältnissen befindet. Dort schlüpft Caesar, der ausgerechnet Rankin, der Laurence hasst und seinen früheren Drachen vernachlässigt hat, als Kapitän wählt. Rankin wird, da er der dienstälteste Kapitän ist, das Kommando zugesprochen. Rankin, Granby und Laurence bekommen den Auftrag, einen geeigneten Ort für den Stützpunkt zu suchen, während Tharkay für die Ostindien-Kompanie einen Schmugglerweg suchen soll, durch den die Geschäfte unterlaufen werden. Während die Gruppe auf der Suche rastet, wird ihnen allerdings eines der Eier gestohlen. Tharkay denkt, dass die Schmuggler das Ei gestohlen hätten und überzeugt Rankin, die Verfolgung aufzunehmen. Sie überqueren den Kontinent, wobei unter anderem das Klima sie immer wieder in Schwierigkeiten bringt. Unterwegs schlüpft aus dem verbliebenen Ei ein weiterer Drache. Wegen seiner kümmerlichen Gestalt und seiner scheinbar geringen Überlebenschancen will keiner der mitgereisten Offiziere sein Kapitän werden. Deshalb nimmt sich Demane, einer der eingeborenen Jungen, die Laurence aus Afrika mitgebracht hatte, des Drachen an und gibt ihm den Namen „Kulingile“. Am Ayers Rock trifft die Gruppe auf einen fremden Drachen und folgt diesem bis zur Nordküste Australiens. Als sie das Meer erreichen, finden sie dort einen chinesischen Hafen mit einem bereits geschlüpften Drachen. Dieser Hafen ist auch für die Schmugglerware in Sydney verantwortlich, dennoch bleibt die Truppe nach der Reise dort zu Gast. England sieht den Hafen als Bedrohung des Handels und es erscheinen zwei englische Kriegsschiffe, die den Hafen einnehmen oder notfalls zerstören sollen. Dieses Unternehmen wird jedoch durch Seeschlangen vereitelt, die eigentlich für den Transport der Güter von China abgerichtet worden sind. Da die englischen Drachen bei der Abwehr der Seeschlangen geholfen haben, werden sie aus dem chinesischen Stützpunkt verbannt und kehren nach Sydney zurück. Granby reist von dort mit Iskierka auf der Allegiance für den Bericht nach England zurück.

### Band 7: Drachengold
(Originaltitel: Crucible of Gold)
Der britische Diplomat Hammond sucht Laurence und Temeraire in ihrer Verbannung in Australien auf und bittet sie um ihre Mithilfe. Sie sollen dabei helfen, die afrikanischen Tswana, Verbündete von Napoleon, davon abhalten, in Brasilien einzufallen. Die Tswana streben die vollständige Befreiung aller entführten und versklavten Afrikaner an. Hierfür sollen beide vollständig rehabilitiert werden. Sie willigen ein und so sollen Temeraire, Kulingile und Iskierka mit ihren Crews auf der Allegiance nach Brasilien gebracht werden. Infolge von Disziplinlosigkeit bricht ein Feuer an Bord aus und das Schiff sinkt, wobei Kapitän Riley, ein alter Freund Laurence´ den Tod findet. Nur ein geringer Teil der Mannschaft kann gerettet werden. Die drei Drachen sehen sich gezwungen, den Rest der Strecke nach Südamerika zu fliegen, vor sich tausende Meilen nur Wasser. Mit letzter Kraft können sie sich auf ein Schiff retten. Hierbei handelt es sich ausgerechnet um die französische Triomphe, auf der Chrétien-Louis-Joseph de Guignes und Juliette Récamier auf dem Weg zu den Inka sind, um dort diplomatische Verhandlungen aufzunehmen. Die Engländer werden auf einer kleinen Insel interniert, um später wieder abgeholt zu werden. Allerdings können Laurence und die anderen alte Schatzkarten auf der Insel ausfindig machen, was es ihnen ermöglicht, den Rest zum südamerikanischen Kontinent zu fliegen.
Im Inkaland treffen sie auf eher feindlich gesinnte Einheimische, die von den Spaniern unter Francisco Pizarro und den Pocken stark dezimiert wurden. Daher behüten die einheimischen Drachen, die den Ayllus vorstehen, die Menschen ganz besonders und argwöhnen stets, dass man sie ihnen wegnehmen wolle. Hammond nimmt diplomatische Kontakte mit den Inka auf. So stellt sich heraus, dass Anahuarque Inka, die Witwe des verstorbenen Sapa Inka von ihren Beratern gedrängt wird, sich möglichst schnell erneut zu verheiraten. Iskierka setzt alles daran, ihren Kapitän Granby zu ihrem neuen Gatten zu machen, was ihn zu einem echten Monarchen machen würde. Obwohl ihm das selbst zuwider wäre, da er homosexuell ist, wie er Laurence gesteht, wäre Granby bereit, diese Ehe zum Wohle Englands einzugehen. Die Vermählung mit der Herrscherin der Inka würde England die Verfügungsmacht über deren beeindruckende Luftstreitkräfte geben, was einen entscheidenden Vorteil im Kampf gegen Napoleon darstellen würde. Doch die Pläne zerschlagen sich: Napoleon selbst erscheint, um Anahuarque zu ehelichen. Den Inka erscheint diese Partie vorteilhafter, die Briten müssen nach Belém fliehen. Sie ziehen weiter nach Rio de Janeiro, das allerdings mittlerweile von den Tswana eingenommen wurde. Laurence drängt Prinz João, den Herrscher über die portugiesischen Kolonien in Brasilien, mit den Tswana zu kooperieren und die Sklaven freizulassen, da die Kolonie nicht gegen die Tswana und Napoleon mit den Inka verteidigt werden könne. Die Sklaven werden also freigelassen und von den Engländern auf Verlangen der Afrikaner zurück in ihre Heimat gebracht.
Am Ende offenbart Gong Su, der chinesische Koch von Temeraire, dass er diesen die ganze Zeit für Prinz Mianning, den chinesischen Kronprinzen ausspioniert habe und schlägt eine Reise an den kaiserlichen Hof vor. Hammond sieht hierin eine Chance für eine Allianz mit China, weshalb Temeraire, Kulingile und Iskierka zusammen mit der aus England eingetroffenen Formation um Lily und Maximus auf der Potentate nach China segeln.

### Band 8: Drachenfeind
(Originaltitel: Blood of Tyrants)
Vor der Küste Japans, das sich gegenüber der Außenwelt weitestgehend abgeschottet hat, erleidet die Potentate Schiffbruch und Laurence wird von Bord gespült. Er erwacht allein und leidet an retrograder Amnesie; er kann sich an nichts erinnern, was nach seiner Zeit als Kapitän zur See geschehen ist. Er wird von Kaneko aufgenommen, der sich dadurch in einer Zwickmühle befindet. Um dessen Ehre zu retten, flieht Junichiro, einer seiner Schüler, ohne dessen Wissen mit Laurence nach Nagasaki. Temeraire ist unterdessen krank vor Sorge, doch die Suche verzögert sich wegen des Schiffszustands und eines anschließenden Unfalls. Zudem drängt Iskierka ihn, ihr gemeinsames Ei zu beschützen. Schließlich läuft die Potentate ebenfalls Nagasaki an, wo sie nicht nur auf amerikanische Händler, sondern auch auf Laurence treffen. Man ist erschüttert über Laurence´ Gedächtnisverlust und auch wenn Temeraire und Laurence schnell wieder gut miteinander auskommen, meiden ihn die anderen Flieger, um ihn nicht zu sehr mit der bewegten Vergangenheit aufzuregen.
In China angekommen werden Kronprinz Mianning und Laurence nach einem gescheiterten Attentat entführt. Die konservative Fraktion der Chinesen versucht dadurch, die Allianz zwischen England und China, die insbesondere Hammond um jeden Preis herstellen möchte, zu verhindern. Vorher ist bereits Miannings Himmeldrache ermordet worden. Nach der Rettung vor den Entführern werfen diese zur Rechtfertigung ihrer Taten den Engländern vor, dass sie zusammen mit der Ostindienkompanie den Opiumhandel forcieren und eine Rebellion im Norden unterstützen würden. Zur Klärung reist die britische Formation gemeinsam mit Teilen der chinesischen Luftarmee unter dem Kommando von General Chu, einem Drachen, in den Norden. Der dortige General Fela führt Opiumfunde, britisches Material und Leichen als Beweise an, Zeugen und lebende Rebellen sind jedoch nicht zu sehen. Bei einer Erkundung stoßen Teile der Engländer auf den entführten Arkady und geraten alsbald in ein Gefecht, wobei sich die Gegner als Verschwörer unter Befehl Felas entpuppen. Nach der gewonnenen Schlacht und der Befreiung Tharkays, der mit Arkady gekommen war, um sie von Napoleons Russlandfeldzug zu unterrichten, findet Laurence seine Erinnerungen wieder. Die Formation trennt sich und Termeraire und Laurence machen sich mit Teilen der Luftarmee ihrer neuen Allianz nach Russland auf.
Nachdem die Russen trotz der Mithilfe Termeraires und der Chinesen die Schlacht bei Borodino verloren haben, wobei General Chu schwer verwundet wird, sehen sie sich gezwungen, Moskau aufzugeben. Damit die in Moskau gelagerten Vorräte nicht in die Hände der Franzosen fallen, wird die Stadt niedergebrannt. Laurence entdeckt im Anschluss, unter welch katastrophalen Zuständen die russischen Zuchtdrachen gehalten werden. Er drängt General Kutusow dazu, diese Bedingungen zu verbessern. Doch dessen Zusage kommt zu spät: Napoleon ließ die Drachen aus den Zuchtgehegen befreien, die nun ausgehungert über die Vorräte und gar über die Verwundeten der Russen herfallen. Laurence und Temeraire gelingt es nur, Marschall Murat und seinen Drachen Liberté gefangen zu nehmen. Napoleon zieht aufgrund der Versorgungslage nach Süden ab, um die russischen Versorgungslager anzugreifen. Die Verluste unterwegs sowie die Schlachten von Malojaroslawez und Wjasma zwingen ihn weiter zum Rückzug. Das Buch endet mit dem Hinweis auf den bevorstehenden Winter 1812.

### Band 9: Drachensieg
(Originaltitel: League of Dragons)
Im Winter 1812 verfolgen die russischen Streitkräfte Napoleon und seine Armee, die im Zuge der schlechten Versorgungslage, verschärft durch die marodierenden Zuchtdrachen, sowie der Temperaturen stetig Männer und Drachen verlieren. Bei der Überquerung der zugefrorenen Beresina erreichen die Verfolger die Franzosen, Napoleon kann jedoch nach Frankreich entkommen. Die Sieger lagern eine Zeit lang in Wilna, wo Temeraire Teile seiner an der Beresina erbeuteten Wertgegenstände nutzt, um den von den Menschen vernachlässigten Drachen ein Festmahl zu servieren. Er kommt auch in Kontakt mit Wilddrachen, die im Versprechen auf eine Belohnung nach Informationen über die gefangenen preußischen Drachen suchen. Laurence erfährt postalisch vom Tod seines Vaters und lässt sich in einem emotionalen Moment zu einem Affront gegenüber einem russischen Edelmann hinreißen, der auf einem Duell besteht, was beide Seiten nur knapp überleben. Während der Genesungszeit gelingt es einigen preußischen Drachen zu entkommen, doch als sie Wilna erreichen haben sie für Temeraire die Nachricht, dass sein Ei nach Liens Plan gestohlen wurde.
Ohne entsprechende Befehle bricht Temeraire mit Laurence in Richtung Alpen auf, um die Diebe vor dem Erreichen Frankreichs abzufangen. Sie treffen dort auf Iskierka und Granby, die nach einer ähnlichen Nachricht ebenfalls ihren Posten in Spanien verlassen haben. Diese Reaktion war von Lien jedoch beabsichtigt worden und die Verfolger werden von den zahlenmäßig überlegenen Dieben ohne den Vorteil der Überraschung überwältigt und schließlich mit dem Ei nach Fontainebleau gebracht. Sie entdecken unterwegs nicht nur mehrere tausend Dracheneier in den französischen Gehegen, sondern auch Drachen aus aller Welt am Hof, wo Napoleon sie empfängt, um deren guten Ruf (nach der Verteilung des Heilmittels) für seine diplomatischen Bemühungen zu nutzen. Daher legen die Gefangenen es auf eine baldige Flucht an, die ihnen gegen alle Wahrscheinlichkeit auch gelingt, da aus dem Ei Ning schlüpft, die bereits als Junges sowohl Feuer als auch Schall nutzen kann.
Zurück in England erarbeitet Termeraire, von dem fortschrittlichen Miteinander von Drachen und Menschen in Frankreich beeindruckt, zusammen mit Perscitia, dem ersten Drachen im englischen Parlament, und weiteren Drachen eine entsprechende Gesetzesvorlage. Laurence wird wegen seiner Verdienste im Russlandfeldzug zum Admiral befördert und erhält das Kommando über die Luftstreitkräfte beim weiteren Vorrücken in Preußen. Napoleon gelingen zunächst mit seiner neu ausgehobenen Armee noch Siege (Schlacht bei Bautzen), doch nach der Vereinigung der russischen Kräfte mit Österreich und Preußen, der Unterstützung aus China sowie dem Rückzug der Inka und dem Seitenwechsel der Tswana verliert er die entscheidende Schlacht. Es wird Frieden geschlossen und während Napoleon und Lien ins Exil geschickt werden, geht Frankreich an seinen Sohn. Temeraire und Laurence ziehen sich aus dem aktiven militärischen Dienst zurück und überlegen an politischen Ämtern, um die Situation der Drachen weiterhin zu verbessern.

### Weitere Erzählungen
Naomi Novik hat neben den Romanen des Temeraire-Zyklus auch (bisher noch nicht in die deutsche Sprache übertragene) Kurzgeschichten in verschiedenen Anthologien und auf ihrer Website veröffentlicht, die zum Teil die Handlung der Romane ergänzen und zum Teil Varianten der Haupthandlung darstellen.
In Feast or Famine fangen Temeraire und andere britische Drachen eine entlaufene Viehherde wieder ein, Vici berichtet von den Anfängen des antiken römischen Luftkorps, und In Autumn, A White Dragon Looks Over The Wide River hat die Ankunft von Temeraires Gegenspielerin Lien in Frankreich zum Gegenstand. Die Erzählung In Favour with Their Stars setzt neben Temeraire und Laurence auch zahlreiche andere Charaktere der Buchserie in ein Science-Fiction-Szenario ein.
Der Kurzgeschichtenband Golden Age and Other Stories, der mit Fan-Art illustriert wurde, enthält sechs weitere Erzählungen und 26 Drabbles. Die Kurzgeschichte Volly´s Cow handelt von den Versuchen Temeraires, den kleinen Kurier Volatilus von der Wahl eines Drachen als Parlamentsabgeordneten zu überzeugen. In Planting Season erfährt der Leser die Vorgeschichte des amerikanischen Drachen John Wampanoag, Dawn of Battle verknüpft eine Schilderung der Umstände von Jane Rolands Werdegang im Korps mit den Geschehnissen beim Anflug zur Schlacht bei Abukir und Succession beleuchtet die Hintergründe, warum Temeraires Ei vom chinesischen Hof nach Europa gesandt wurde. Golden Age schildert einen alternativen Verlauf der Romanhandlung von Drachenbrut, in dem Temeraires Ei nach einem Schiffbruch am Strand einer Insel im Bermudadreieck strandet und er im weiteren Verlauf mit einheimischen Drachen durchfahrende Schiffe überfällt, bis er damit das Missfallen der britischen Krone erregt. Die umfangreichste Kurzgeschichte der Sammlung, Dragons and Decorum, stellt eine Variante von Jane Austens Roman Stolz und Vorurteil dar, bei der die Hauptfigur Elizabeth Bennet als Kapitänin eines britischen Langflügler-Drachen auftritt.

## Rezeption
Viele Einzelbänden der Buchreihe Die Feuerreiter Seiner Majestät wurden im deutschsprachigen Raum zu Spiegel-Bestsellern: Drachenbrut gelang 2007 eine Platzierung auf der Spiegel-Bestsellerliste für Jugendromane, während Drachenglanz 2008 in der Spiegel-Bestseller-Rubrik „Taschenbuch Belletristik“ vertreten war. Drachenwacht, Drachenflamme und Drachengold hingegen wurden 2009, 2010 und 2012 Spiegel-Bestseller in der Kategorie „Hardcover“ und Drachensieg 2017 in der Kategorie „Paperback“.
Nach einem Bericht des Deutschlandfunk Kultur hatte die Saga bis zum Jahr 2017 allein in Deutschland eine Gesamtauflage von knapp 650.000 Büchern. Dabei war nicht nur den deutschen Übersetzungen der Romane Erfolg beschieden: Die Bände des Fantasy-Zyklus wurden in insgesamt 23 Sprachen übersetzt.
Ein positives Urteil wird besonders den ersten drei Bänden des Zyklus zuteil, während das Niveau in späteren Titeln abfalle, wie im Beitrag des Deutschlandfunk Kultur zum Serienfinale Drachensieg angemerkt wird: „Dieses Buch lebt wieder von den witzigen Dialogen zwischen dem etwas steifen, förmlichen Kapitän Laurence und dem unbefangenen Temeraire. Letztlich geht hier auch um den Idealtypus einer Freundschaft – zwischen den Drachen und seinen Reiter passt kein Blatt. [...]  Aber an das Feuer und das Tempo der ersten drei Bände kommt dieser Abschluss der Serie nicht mehr heran.“
Zu einem ähnlichen Schluss kommt auch das Online-Portal Phantastik-News.de: „Napoleon [...] sorgte über den gesamten Handlungsbogen der neun Bücher seit 2007 hinweg für Spannung, Action und Gefahr. Allerdings boten gerade die letzten Bände der Reihe eher einen lauen Aufguss bekannter Themata. Vorliegendes Finale knüpft dagegen nochmals an die besten Titel an [...].“
Die Darstellung der Drachen wird hingegen in sehr positiver Weise hervorgehoben: „Dabei punktet die Autorin insbesondere mit ihrer doch recht eigenständigen Darstellung der fliegenden Lindwürmer, deren unterschiedliche kulturelle wie gesellschaftliche Rollen in den verschiedenen Ländern ihr die willkommene und wohl genutzte Möglichkeit gab, diese regionalen Eigen- und Besonderheiten in die Handlung einfließen zu lassen.“

## Auszeichnungen
In der englischen Originalausgabe gewannen einzelne Werke der Serie Die Feuerreiter Seiner Majestät bzw. die Buchreihe als ganzes die folgenden Auszeichnungen:
- Drachenbrut gewann 2007 den Compton Crook Award[10] und wurde im selben Jahr für den Hugo Award in der Rubrik „bester Roman“ nominiert[11].
- Der Sammelband Temeraire: In the Service of the King, welcher die englischen Fassungen der Titel Drachenbrut, Drachenprinz und Drachenzorn umfasst, gewann im Jahr 2007 den Locus Award für das beste Erstlingswerk.[12]
- Im Jahr 2017 wurde die Romanserie als Gesamtwerk für den Hugo Award in der Rubrik „Beste Buchreihe“ nominiert.[13]

## Verfilmung
Peter Jackson, der Regisseur von Der Herr der Ringe und King Kong, sicherte sich die Rechte an einer Verfilmung. Wann und ob die Verfilmung in den Kinos kommt, ist noch nicht bekannt. Zwischenzeitlich hatte Jackson geplant, Die Feuerreiter Seiner Majestät als mehrteilige Fernsehserie zu produzieren. Im Zuge einer Fragerunde am 24. Februar 2016 auf reddit antwortete Naomi Novik auf Fragen zur Verfilmung jedoch, dass die Verfilmungsrechte an sie zurückgegeben worden seien und es bisher keine neuen Pläne diesbezüglich gebe.